# Meridionalkette
Die Meridionalkette (russisch Меридиональный хребет / Meridionalny chrebet; kirgisisch Меридиан кырка тоосу / Meridian kyrka toossu; meridional = „auf den Längenkreis bezogen“) ist ein Gebirgszug im Tian Shan in Zentralasien.
Die Meridionalkette verläuft in Nord-Süd-Richtung entlang der Grenze zwischen Kasachstan und Kirgisistan im Westen und der Volksrepublik China im Osten und im äußersten Süden. Sie erstreckt sich über eine Länge von etwa 110 km und besitzt 17 Gipfel über 6000 Metern Höhe. Sie ist bis auf die südlichen und nördlichen Ausläufer durchgängig über 5000 Meter hoch. Der höchste Gipfel des Gebirgszugs ist der 6873 m hohe im äußersten Südwesten gelegene Pik Wojennych Topografow.
Am Westhang der Meridionalkette liegen die oberen Enden der beiden Engiltschek-Gletscher. Auf der gegenüberliegenden Hangseite nach Osten strömen die beiden Gletscher Karagjul und Tugbeltschi. Auf die Gebirgskette treffen von Westen kommend die Sarydschaskette, der Tengritoo sowie der Kakschaaltoo. Nach Osten zweigt eine 25 km lange Bergkette mit dem Chulebos ab. Eine weitere Bergkette zweigt weiter südlich nach Osten zum Muzat ab.

## Berge (Auswahl)
Im Folgenden eine Auswahl der höchsten Berge sortiert in Nord-Süd-Richtung (in Kursivschrift Gipfel mit geringerer Schartenhöhe):
- Mramornaja Stena (Pik Plato), 6146 m
- P6261, 6261 m
- Pik 100 Jahre Russische Geographische Gesellschaft, 6180 m
- Pik Prschewalski, 6278 m
- Schatjor (Ostgipfel), 6637 m
- Schatjor (Westgipfel), 6511 m
- Pik Saladin, 6201 m
- Pik Sorge, 6107 m
- Pik Sneschnaja Skaska, 6000 m
- Pik Thorez, 6323 m
- Pik Walichanow, 6060 m
- Pik Druschba, 6800 m
- Pik Pogrebetzki, 6527 m
- Pik Nagel, 6565 m
- Pik Rapassow (Westgipfel), 6800 m
- Pik Rapassow, 6814 m
- Pik Rapassow (Südgipfel), 6747 m
- Pik Wojennych Topografow, 6873 m